# 더 워터보이즈
더 워터보이즈(The Waterboys)은 스코틀랜드의 음악가 마이크 스콧에 의해 1983년 에든버러에서 결성된 포크 록 밴드이다. 이 밴드의 멤버는 과거, 현재를 막론하고 주로 스코틀랜드, 아일랜드, 웨일스, 잉글랜드 출신의 음악가들로 구성되어 있다. 마이크 스콧은 밴드의 활동 기간 동안 유일한 고정 멤버로 남아있었다. 그들은 다양한 스타일을 탐구해 왔지만, 그들의 음악은 주로 포크 음악과 로큰롤의 혼합이다. 그들은 1993년 스콧이 솔로 활동을 하기 위해 떠났을 때 해체되었다. 그룹은 2000년에 재결성하여 음반을 발매하고 전 세계를 순회한다. 스콧은 더 워터보이즈와 그의 솔로 작품 사이의 연속성을 강조하며 "나에게 마이크 스콧과 더 워터보이즈는 아무런 차이가 없습니다. 그들은 나 자신과 현재의 여행 중인 음악 동료들을 의미합니다."
1980년대 후반, 밴드는 훨씬 더 포크한 영향을 받게 되었다. 더 워터보이즈는 마침내 로큰롤로 돌아왔고, 개혁 이후 로큰롤과 포크 음반을 발매했다.

## 음반 목록
- 1983, The Waterboys
- 1984, A Pagan Place
- 1985, This Is the Sea
- 1988, Fisherman's Blues
- 1990, Room to Roam
- 1993, Dream Harder
- 1995, Bring 'Em All In (as Mike Scott)
- 1997, Still Burning (as Mike Scott)
- 2000, A Rock in the Weary Land
- 2003, Universal Hall
- 2007, Book of Lightning
- 2011, An Appointment with Mr Yeats
- 2015, Modern Blues
- 2017, Out of All This Blue
- 2019, Where the Action Is
- 2020, Good Luck, Seeker
- 2022, All Souls Hill